# Sanne van Kerkhof
Sanne Cora van Kerkhof (* 27. März 1987 in Voorburg) ist eine ehemalige niederländische Shorttrackerin.
Ihren ersten internationalen Wettkampf bestritt van Kerkhof bei der Junioren-Weltmeisterschaft 2003 in Budapest, ihr Weltcupdebüt in der Saison 2004/05 in Spišská Nová Ves. Seit der Saison 2006/07 startet sie regelmäßig im Weltcup. Van Kerkhof feierte in der Saison 2008/09 ihre ersten Erfolge. Bei der Europameisterschaft in Turin gewann sie mit der Staffel Bronze, bei der Teamweltmeisterschaft in Heerenveen wurde sie mit ihren Teamkolleginnen Sechste. Sie nahm an den Olympischen Spielen 2010 in Vancouver teil und errang mit der Staffel Rang vier. Ihre bislang erfolgreichste Saison erlebte van Kerkhof 2010/11. Im Weltcup erreichte sie über 1500 m erstmals ein Halbfinale. Mit der Staffel gewann sie zunächst den Titel bei der Europameisterschaft in Heerenveen und schließlich noch Silber bei der Weltmeisterschaft in Sheffield. Bei der Europameisterschaft 2012 in Mladá Boleslav konnte sie mit der Staffel den Titel verteidigen.
Van Kerkhof stellte im November 2009 mit Liesbeth Mau Asam, Maaike Vos, Jorien ter Mors und Annita van Doorn in 4:13,135 min einen niederländischen Staffel-Rekord auf. Auch ihre Schwester Yara ist eine erfolgreiche Shorttrackerin.

## Persönliche Bestzeiten
- 500 m 44,405 s (aufgestellt am 5. Januar 2013 in Amsterdam)
- 1000 m 1:35,134 min (aufgestellt am 11. Februar 2011 in Moskau)
- 1500 m 2:26,824 min (aufgestellt am 21. Oktober 2011 in Salt Lake City)
- 3000 m 5:37,301 min (aufgestellt am 25. Februar 2007 in Den Haag)